# (300035) 2006 UN123
(300035) 2006 UN123 es un asteroide perteneciente al cinturón de asteroides, descubierto el 19 de octubre de 2006 por el equipo del Spacewatch desde el Observatorio Nacional de Kitt Peak, Arizona, Estados Unidos.

## Designación y nombre
Designado provisionalmente como 2006 UN123.

## Características orbitales
2006 UN123 está situado a una distancia media del Sol de 3,163 ua, pudiendo alejarse hasta 3,497 ua y acercarse hasta 2,829 ua. Su excentricidad es 0,105 y la inclinación orbital 1,070 grados. Emplea 2055,20 días en completar una órbita alrededor del Sol.

## Características físicas
La magnitud absoluta de 2006 UN123 es 16,7. Tiene 3,598 km de diámetro y su albedo se estima en 0,031.